# Pozemková reforma v Československu

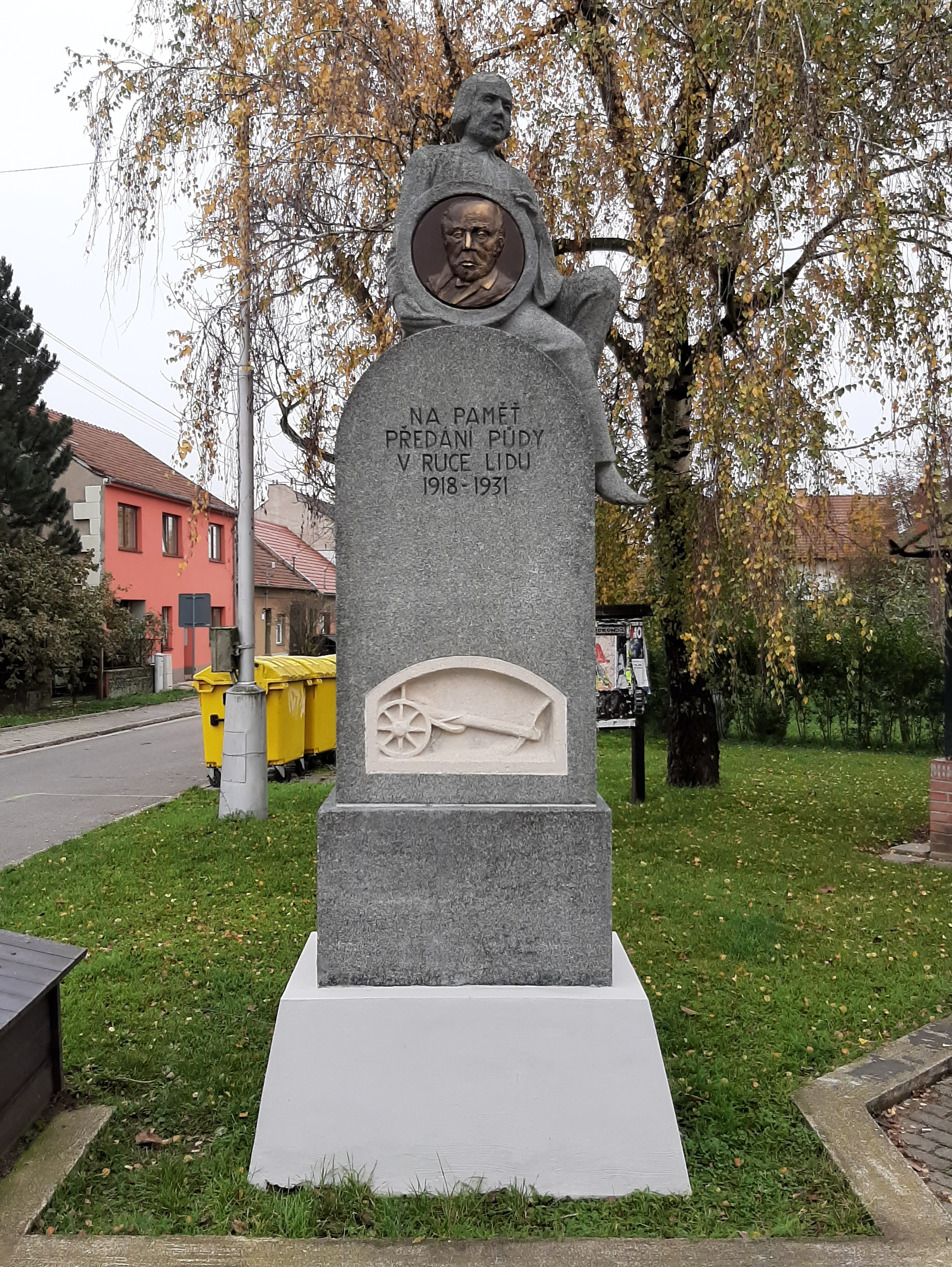
Památník pozemkové reformy v Měníně. V bronzovém medailonu podobizna Antonína Švehly, předsedy Agrární strany

Pozemková reforma spočívala ve vyvlastnění či zestátnění či znárodnění (řečí zákona: v záboru) a následném přerozdělení pozemků, zejména zemědělských a lesních. V Československu započala v dubnu 1919 záborovým zákonem zestátňujícím zemědělskou půdu nad 150 ha (nebo celkovou nad 250 ha), za náhradu pohybující se mezi jednou třetinou až polovinou reálné ceny a kterou platili noví vlastníci půdy. Reálně započala prvními příděly až v roce 1921. Za první republiky bylo do záboru vzato 40 202 km² půdy (4 milióny hektarů). Z toho 27 400 km² byla půda nezemědělská, tedy louky a zejména lesy.12 800 km² bylo půdy zemědělské. Z celkového záboru však bylo přiděleno jen 18 000 km² (vč. státu). V letech 1945/1947 bylo zestátněno 24 000 km² a 157 000 uchazečů o půdu získalo 9 370 km² (937 000 ha).
V Československu se pozemková reforma vyznačovala umožněním přístupu ke zdroji obživy a práci dříve utlačovaných občanů slovanských národností a s tím souvisejícím posílením pozic v politickém životě. Proto (statisticky) většina zabraného zemědělského majetku se týkala majitelů německé a maďarské národnosti a množství přidělené půdy bylo u Němců a Maďarů menší než jejich počet v jednotlivých regionech. Z těchto údajů lze usuzovat, že se cizím národům děla křivda. V roce 1994 se konala k pozemkové reformě konference.

## Pozemková reforma
Revoluční národní shromáždění schválilo 16. dubna 1919 zákon o pozemkové reformě, který rozhodl o záboru pozemkového majetku nad 150 ha zemědělské půdy nebo nad 250 ha celkové půdy. Pozemkovou reformou byl pověřen k tomu založený Státní pozemkový úřad (zřízen zákonem č. 330/1919 Sb.). Podle přídělového zákona měli právo na půdu sdružení, ústavy, svazy, zařízení a dalších právnické osoby, a dále také malí zemědělci, domkáři, živnostníci, zemědělští a lesní zaměstnanci i bezzemci. Důležitou skupinu pro zestátněnou půdu tvořili legionáři, příslušníci československých ozbrojených sil a pozůstalí po padlých ve válce. K tomu byla 19. října 1919 založena agrárnická organizace „Domovina”, sdružující bezzemky a drobné pachtýře. V roce 1918 vznikly státní lesy, jejichž správu měl na starosti státní podnik Československé státní lesy a statky, spravovaný na základě zákona č. 404 z roku 1922 ministerstvem zemědělství a na základě vlád. nař. č. 206/1924 Sbírky zák. a nař. Ústředním ředitelstvím státních lesů a statků v Praze Bubenči, od roku 1926 s šesti podřízenými „Ředitelstvími státních lesů a statků” (ŘSLS).
- Zákon č. 32/1918 Sb. o obstavení velkostatků,
- zákon č. 215/1919 Sb o zabrání velkého majetku pozemkového (záborový zákon),
- zákon č. 81/1920 Sb. (přídělový zákon) a
- zákon č. 329/1920 Sb. (náhradový zákon).

Ještě v roce 1932 byla správa prostorově a administrativně roztříštěná a byla považována stále za přechodnou. V jihomoravské oblasti převzal stát na základě mírových smluv z vlastnictví císařské rodiny 18 518 ha lesní a zemědělské půdy, do té doby spravované ředitelstvím císařských statků v Praze. Po provedení pozemkové reformy se správy tohoto majetku ujalo ředitelství státních lesů a statků v Třeboni (zřízené po převzetí hlavního komplexu jihočeských a šumavských statků). K ředitelství státních lesů a statků v Třeboni přináležely také jihomoravské správy státních lesů Český Rudolec (rodu Picchioni), Jemnice (Alexander Koloman Pallavicini), Hrotovice (Antonín Dreher), Jaroměřice (Bruntálští z Vrbna), Uherčice (Emanuel Collalto et San Salvatore), Lesonice (Löwenstein-Wertheim-Freudenberg) a správa státních statků Janov (Alexander Koloman Pallavicini). Západní část správy státních lesů v Č. Rudolci se nacházela na území Čech a zůstala zde i po včlenění k jihomoravskému ředitelství.

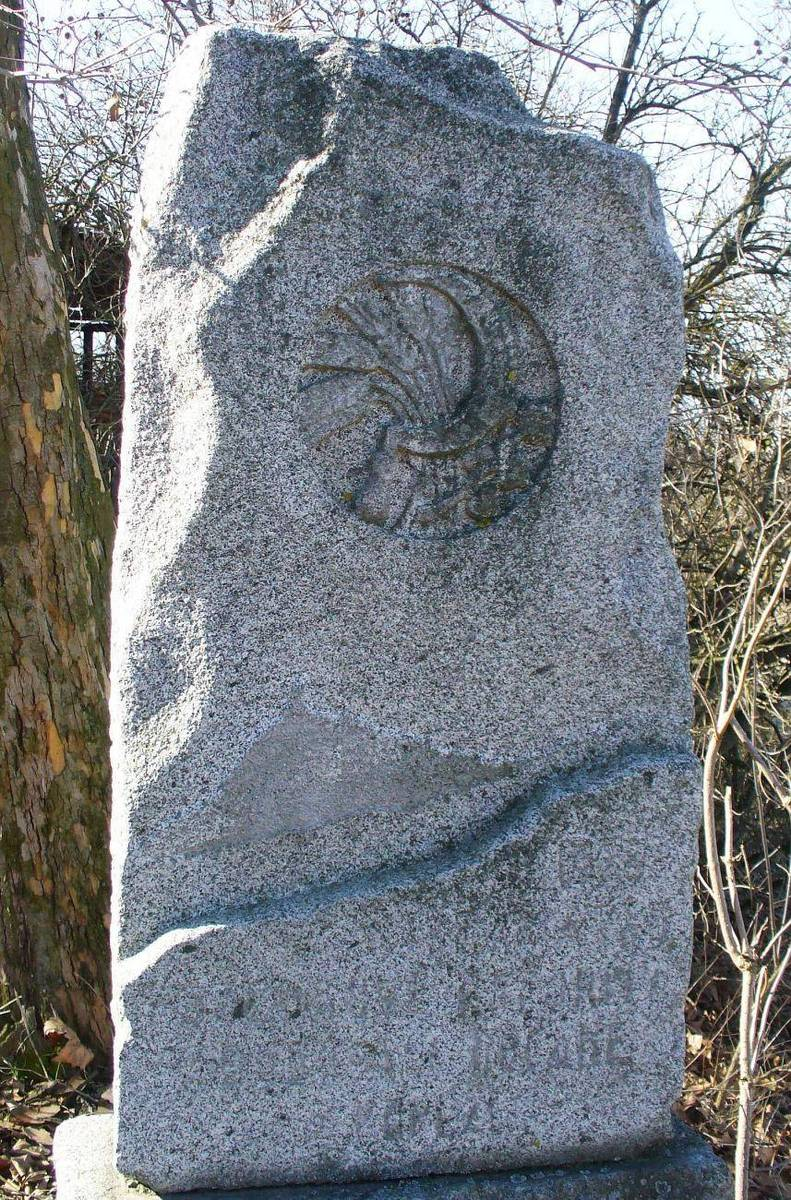
Památník pozemkové reformy vztyčený roku 1925 v Poplze

Ústřední ředitelství v Praze spravovalo na jižní Moravě také 1 017 ha nadačního statku v Drnovicích. V roce 1932 převzalo ředitelství v Praze též statek Rosice-Veveří (Mořice Arnolda de Foresta), dosud spravované Státním pozemkovým úřadem o rozloze okrouhle 10 400 ha. V západním Slovensku spravovalo ředitelství státních lesů a statků v Praze bývalé císařské statky Holíč a Šaštín s 12 975 ha lesní a zemědělské půdy. V téže oblasti spravoval podnik ještě 10 140 ha státní, převážně zemědělské půdy, většinou propachtované a přikázané inspekci státních statků v Bratislavě a 9 714 ha nadačních statků Pezinok a Častá, které byly správou přikázány ředitelství státních lesů a statků v Žarnovici. Tento rozsáhlý majetek o rozloze 81 500 ha (včetně Rosic-Veveří), byl spravován v roce 1932 pěti správními ústředími: z Prahy (2), Třeboně, Žarnovic a Bratislavy.
U ředitelství státních lesů a statků ve Frýdku (bývalý majetek arcivévody Bedřicha Rakouského-Těšínského) se celé polesí Beskyd nacházelo ve správě Státních lesů Lomná na území Slovenska, na západě správa státních lesů v Lanškrouně zase celá na území Čech.
Po poslední reorganizaci v roce 1935 spravovaly Čsl. státní lesy a statky přibližně 1 200 000 ha, z nichž asi 25 % bylo pronajato a 70 % vedeno v režii. Režijní honitby byly rozděleny podle účelu na honitby reprezentační, vyhrazené, poplatkové a personální. Za nejvýznamnější honitby se zvěří nízkou (bažanti, koroptve, zajíci, králíci) a zvěří srnčí byly považovány honitby v obvodu správy státních lesů a statků v Židlochovicích (zestátněné židlochovického panství arcivévody Bedřicha Rakousko-Těšínského ve správě státního podniku Československé státní lesy a statky).

### Státní pozemkový úřad - přídělové komisariáty

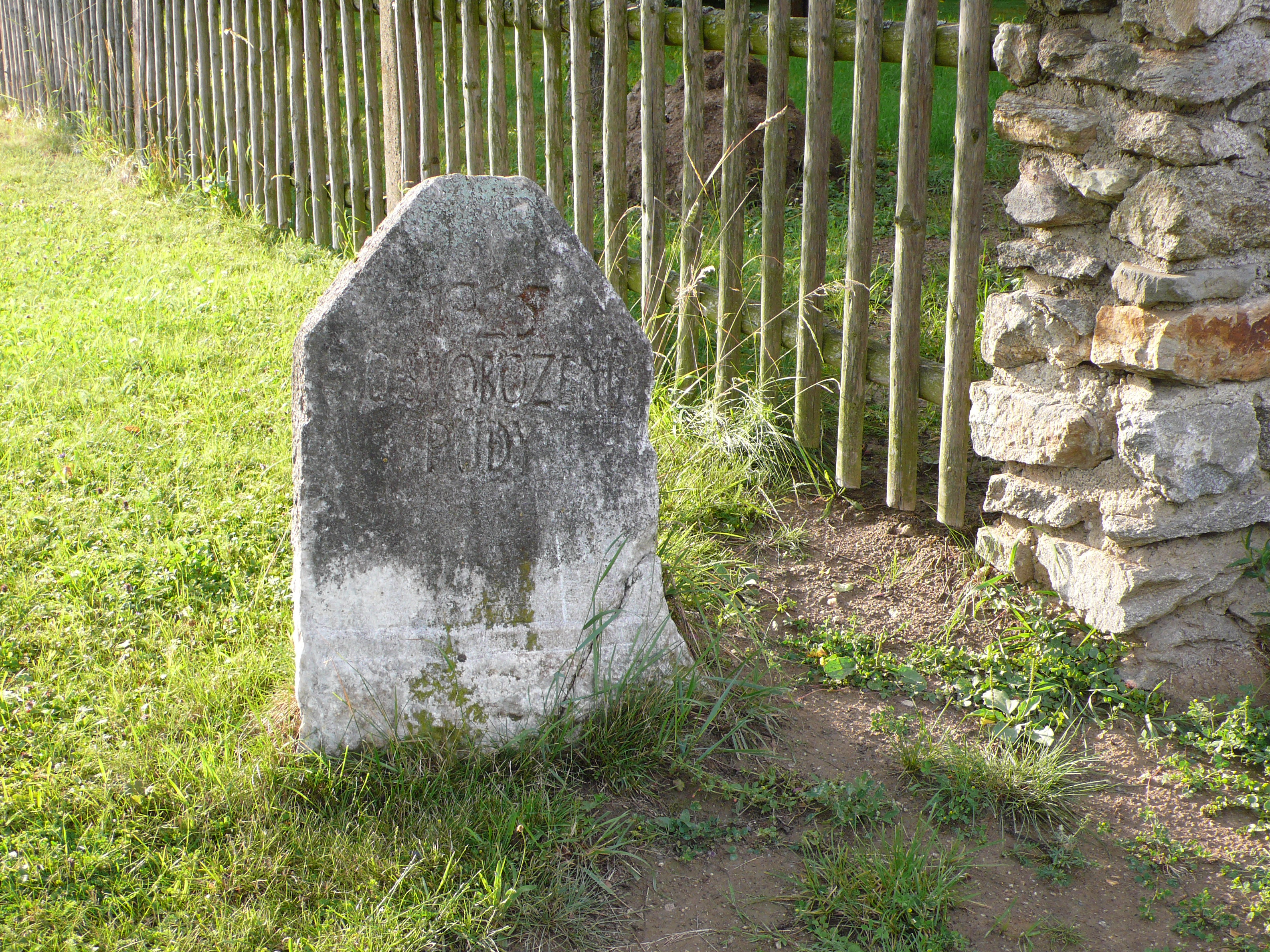
Pomník pozemkové reformy v Písecké Smolči na Písecku z roku 1925

Obvodové úřadovny Státního pozemkového úřadu byly prvními instancemi Státního pozemkového úřadu a nedříve byly aktivovány obvodové úřadovny: v Praze, Mladé Boleslavi, Č. Budějovicích, Brně, Olomouci, Trenčinských Teplicích a Užhorodě. V únoru roku 1922 pak v Hradci Králové a Plzni a jejich počet v roce 1922 měl podle rozpočtu stoupnout na 22 obvodových úřadoven Státního pozemkového úřadu. Po stránce organizační se příděloví komisaři stali exponovanými orgány obvodové úřadovny Stát. pozemkového úřadu, v jejímž obvodu působnosti byly zřízeny. Provádění programu pozemkové reformy v roce 1921–1922 měli na starost příděloví komisaři Státního pozemkového úřadu, z nichž každý měl přidělen určitý pracovní obvod.
V Čechách sídlili příděloví komisaři na velkostatcích:
1. Mladé Vožici pro velkostatek Smilovy Hory.
2. Malešově pro velkostatek Malešov.
3. Štěkni pro velkostatek Štěkeň, Vlachovo Březí, Čestice, Volyně.
4. Mirovicích pro velkostatek Orlík.
5. Chudenicích pro velkostatek Chudenice.
6. Slaném pro velkostatek Smečno-Slaný.
7. Na hradě Křivoklátě pro velkostatek Křivoklát.
8. Něm. Brodě pro velkostatky Pohled, Polná-Přibyslav, Želiv, Větrný Jeníkov, Zámek-Žďár a Rozsochatec.
9. Opočně pro velkostatek Opočno.
10. Mnichově Hradišti pro velkostatky Mnichovo Hradiště, Bělá pod Bezdězem a Doksy.
11. Nasavrkách pro velkostatek Nasavrky.
12. Netolicích pro velkostatky Netolice—Libějice, Hluboká, Radomilice.
13. Horažďovicích pro velkostatky Rábí, Žichovice, Horažďovice.
14. Chlumci n. Cidlinou pro velkostatek Chlumec nad Cidlinou
15. Klatovech pro dvůr Sobětice.
16. Velvarech pro dvory Jeňoves a Zlonice.[7]

Na Moravě a ve Slezsku ve:
1. Strážnici pro části velkostatků Strážnice a Bzenec.
2. Tovačově pro velkostatky Tovačov, Kralice, Podolší (nyní mlýn v Osek nad Bečvou).
3. Myslibořicích pro velkostatek Hrotovice.
4. Blansku pro velkost. Rájec a Biskupice.
5. Bučovicích pro velkostatek Bučovice. '
6. Třebíči pro velkost Třebíč, Náměšť a Mikulovice.
7. Bohumíně pro velkostatky Karvín, Rychvald, Záblatí, Vávrovice, Hukvaldy, Kelč.
8. Zábřehu pro část velkostatků Zábřeh a Mor. Třebová.
9. Uherském Brodě pro velkostatek Uherský Brod.[7]

Na Slovensku byly zřízeny stálé přídělové komisariáty:
1. Bratislava
2. Levice
3. Liptovský Hrádek
4. Lučenec
5. Michalovce
6. Nitra
7. Prešov
8. Turč. Sv. Martin

Dočasné komisariáty na objektech:
1. Slatinka
2. Pavloce
3. Borová
4. Plaveč
5. Stupava
6. Džerice
7. Hull
8. Dolní Srnní
9. Kanyňa
10. Plavecké Podhradie
11. Plavecký sv. Petr
12. Plavecký sv. Mikuláš
13. Sološnice
14. Rárbok
15. Ožďany
16. Hody
17. Rohov
18. Zamútov
19. Velké Kapušany
20. Nová Ďala
21. Margitmajer.[7]

V Podkarpatské Rusi:
1. Mukačevě
2. Tisa Salomon
3. Svaljavě
4. Beregsázu.[7]

Největšího rozmachu dosáhl Státní pozemkový úřad (SPÚ) v letech 1925 až 1926, kdy byl organizačně rozčleněn mezi ústředí, kolonizační referát, 11 obvodových úřadoven a 56 přídělových komisariátů. V této době zaměstnával 1 071 zaměstnanců. V dokončovacích letech 1933 až 1934 poklesla agenda SPÚ a redukoval se i pracovní aparát. K 31. srpnu 1934 byl SPÚ organizačně rozčleněn na ústředí Státního pozemkového úřadu v Praze, na 11 obvodových úřadoven a 19 přídělových komisařů a kolonizační referát v Bratislavě, kde zaměstnával celkem 796 osob.
Z 56 komisariátů bylo zrušeno k 31. srpnu 1934 celkem 37 komisariátů (z toho v Čechách 18, na Moravě 9 a na Slovensku s Podkarpatskou Rusí 10):
- v Čechách: Kolín, Louny, Roudnice, Tábor, Jičín, Nové Město nad Metují;
- na Moravě: Znojmo, Frýdek, Kroměříž, Opava;
- na Slovensku a Podkarpatské Rusi: Nitra, Nové Zámky, Trenčín, Rožňava, Lučenec, Zlaté Moravce, Michalovce, Mukačevo a Berehovo.

Zůstaly přídělové komisariáty:
- v Čechách: Německý Brod, Smíchov, Praha, Příbram, Slaný, Benešov, Mladá Boleslav I., Mladá Boleslav II., Hradec Králové, Chrudim, Kostelec nad Orlicí, české Budějovice, Jindřichův Hradec, Písek, Strakonice, Plzeň I., Plzeň II. a Klatovy;
- na Moravě: Brno I., Brno II., Uherské Hradiště, Jihlava, Břeclav, Olomouc, Zábřeh, Meziříčí Valašské;
- na Slovensku a Podkarpatské Rusi: Bratislava, Užhorod, Šahy, Turč. Sv. Martin, Zvolen, Humenné, Trebišov, Košice, Levoča, Prešov.[8]

## Etapy pozemkové reformy
Malá odpověď na velkou otázku. S blížícím se koncem války vynořují se na povrch různé a různé sociální otázky; jednou z nich je reforma vlastnictví půdy — vyvlastnění velkých statků, fidejkomisů. Věc ta není žádnou novinkou; již dávno zabývali se naši hospodáři tímto problémem, ovšem pouze akademicky, jakož ani jinak nebylo možno. Teprve ruská vlna — i tam malý lid žízní po půdě velkých — zadula i na naše brány a tak i u nás o této otázce začíná se již pilněji a pilněji mluvit a uvažovat. Vzpomínám jen řeči některých polských a návrhy moravských poslanců (Kadlčák).
Hospodářský list, 01.03.1918
Již před koncem války se objevily požadavky na vyvlastnění velkých pozemkových vlastníků. Otištění ruského dekretu o půdě (1917) v českém tisku tuto myšlenku oživilo. Motivem byla náprava nespravedlnosti feudálních vztahů, kdy před staletími se půda stala majetkem vládnoucí vrstvy (šlechty), a také velmi vzývaným odčiněním Bílé hory, kdy byly po neúspěšném stavovském povstání masově zkonfiskovány majetky mnoha českých šlechticů účastnících se či podporujících revoltu. Připomenuty by měly být i následné konfiskace po smrti Valdštejna (1634).
Vedle těchto se objevila motivace kolonizace a počeskoslovenštění německých a maďarských oblastí, ač oficiálně neměl být žádný národ upřednostněn. Většího, ale stále zanedbatelného významu, nabyla kolonizace ve východní části ČSR, kde docházelo i k zakládání kolonií na „zelené louce“ (oproti koloniím při již existujících obcích). Snížením rozlohy jednotlivých hospodářství se měla zvýšit motivace lepšího obhospodaření a vyšších výnosů. Bývalí latifundisté skutečně zintenzivňovali správu svých zmenšených pozemků, však nízká výměra drobného přídělu naopak zhoršovala možnosti efektivního hospodaření.
Sociální demokraté (komunisté) a národní socialisté požadovali nižší hranici pro vyvlastnění (50 ha) a bez náhrady; chtěli dále půdu přidělovat především družstvům (sdružení zemědělských dělníků pracujících na velkostatku). Naproti tomu latifundisté (majitelé rozsáhlých pozemků) reformu zcela odmítali. Mezi těmito póly byly ostatní politické strany. Kramářovi národní demokraté akcentovali zespolečenštění majetkového vlastnictví (lesů, dolů, železnic, železáren, léčivých pramenů) motivované odněmčením vlastnictví. Strana lidová odmítala vyvlastňování církve. Skutečná realizace reformy zaostala za původními proklamovanými ideály a představami obyvatel. Před volbami v dubnu 1920 se objevovala hesla, jak reforma bude radikální, tvrdá, nemilosrdná, důsledná. To se však ukázalo v následném vývoji jako liché.[zdroj?]

### První etapa
V létě roku 1921 přistoupil Státní pozemkový úřad k provádění pozemkové reformy. Podkladem pro sestavení pracovního plánu prvního období byl úřední soupis zabraného pozemkového majetku a výsledky úředních šetření, sestavených pro všechny okresy za pomoci okresních politických správ a odborných poradců Státního pozemkového úřadu, orgánu zemědělských rad, přizvaných znalců, úřednictva Státního pozemkového úřadu a řady odborných anket. Státní pozemkový úřad v této době využil už i načerpané poznatky z provádění přídělů zabrané půdy do vnuceného pachtu podle § 63 přídělového zákona. Podle vypracovaných směrnic postihla první etapa:
1. Na Slovensku a Podkarpatské Rusi objekty nedbale spravované nebo trvale rozpachtované, bez ohledu na rozlohu zabraného majetku jejich vlastníka.
2. V Čechách, na Moravě a ve Slezsku objekty majitelů, kteří v nové republice vlastnili více než 5 000 ha půdy, na Slovensku a v Podkarpatské Rusi více než 5 000 katastrálních jiter pozemků.
3. Objekty, které majitelé v posledních letech prodávali a jejichž vlastníci je zakoupili během války nebo po válce za účelem ukrytí válečných zisků.
4. Objekty nespravované majiteli osobně.
5. Takové objekty a soubory majetku bez ohledu na výši výměry z důvodu naléhavé potřeby nebo zájmu státu.[11]

Během přejímání a v následujícím řízení měl Státní pozemkový úřad:
a) zachovávat vzorné a obecně důležité velkostatkové podniky
b) zabezpečit umělecké památky a přírodní krásy
c) podporovat výrobu, která byla závislá na zemědělské i průmyslové výrobě
d) provádět výměnu zabrané půdy za nezabranou především v krajích, kde ji měl Státní pozemkový úřad nedostatek.
Pracovní program pro první období pozemkové reformy byl na území Čech, Moravy a Slezska pozemkovým úřadem určen na dobu alespoň tří let, na Slovensku a Podkarpatské Rusi na dobu aspoň jednoho roku.

### Závěrečná etapa
Celkově rokem 1938 získalo nového majitele, včetně státu a obcí, 12,82 % rozlohy ČSR (1 800 782 ha), z níž 862 000 ha bylo zemědělské (10,5–11,5 % z celkové zemědělské půdy ČSR), kterou získalo 632 131 přídělců. 99,3% úspěšných žadatelů o zemědělskou půdu získalo drobný příděl (= do 30 ha) v průměru 1,2 ha zemědělské půdy. Do roku 1928 bylo odmítnuto 41,9 % žadatelů o drobný příděl pro nedostatek půdy v místě žádosti, ač do války třetina zemědělské půdy zůstala původním majitelům (rokem 1929 bylo zemědělské půdy přiděleno již 95 % z celkově přidělené zemědělské půdy před druhou světovou válkou). Původním vlastníkům zůstalo 56 % zabrané půdy (z té nad 150/250 ha), katolické církvi v českých zemích dokonce 84 %. Mnoho přídělců zkrachovalo (zvláště pro zemědělskou odbytovou krizi a následnou velkou hospodářskou krizi) a o práci přišly desetitisíce zaměstnanců bývalých velkostatků (získávali náhrady). Bývalí latifundisté obdrželi za vyvlastněnou půdu nemálo peněz a reformu provázela značná míra korupce na Státním pozemkovém úřadě zvláště pak při přidělování větších přídělů (zbytkových statků), při podpisech generálních dohod (ponechání si kvalitnější půdy, odklad záboru), či u možnosti rozhodnout o propuštění zabrané půdy původnímu majiteli (až 500 ha). Kolem 65 000 bezzemků se nově stalo vlastníky půdy.
Předválečná část reformy byla fakticky ukončena rokem 1936, kdy se v letech 1935–36 jen podepisovaly generální dohody (kterými byla celá reforma realizována) ponechávající každému majiteli doposud nepřidělenou a nepropuštěnou půdu na dalších 20–30 let. Nejintenzivněji reforma probíhala mezi lety 1923 a 1926. Pomyslným a faktickým vrcholem bylo období voleb do sněmovny 15. listopadu 1925 kdy se stala jedním z hlavním předvolebních témat a byla úspěšně využita agrární stranou k získání voličů. Prakticky ukončena byla ještě před velkou hospodářskou krizí (1929). Mezi lety 1930 a 1936 bylo přiděleno novým majitelům 227 088 ha (13 % z celkem přidělené) přičemž jen 42 784 hektarů zemědělské půdy (5 % z celkové zemědělské přidělené).

## Významné skupiny držitelů půdy
Habsburské statky, které podle zákona ze dne 12. srpna 1921 č. 354 sb. z. připadly československému státu, zahrnovaly jednak statky bývalého císařství rakouského a bývalého království uherského a statky bývalé rakousko-uherské panovnické rodiny podle stavů ze dne 28. října 1918. Statky bývalé panovnické rodiny rakousko-uherské se rozuměly zejména statky posledního panovníka Karla a jeho manželky Zity, pak dalších osob z rodiny, zvláště bývalého následníka trůnu Františka Ferdinanda d’Este a jeho potomků a statky rodinného fondu. Ministerstvo vnitra po dohodě s ministerstvem zahraničních věcí rozhodlo, které osoby spadají pod tento zákon. Proti rozhodnutí ministerstva byla přípustná jen stížnost k Nejvyššímu správnímu soudu, po jehož rozsudku následovalo právoplatné rozhodnutí ministerstva, vyhlášené v úředním listě a vkladní listinou zaknihováno. Dědice po Františku Ferdinandu d’Este zastupoval právní zástupce dr. Arnošt Weinfurter, posledního panovníka Karla a Františka Salvatora dr. Eduard Schwarz, arcivévodu Bedřicha, pána na Těšínsku dr. Bohdan Klineberger.

### Seznam největších držitelů půdy šlechtického původu v roce 1918
(čísla v závorce udávají počet rodových držitelů)
Největší držitelé pozemků v Čechách:
1. Schwarzenbergové (5) 247 736 ha
2. Černínové z Chudenic (6) 61 430 ha
3. Colloredo-Mannsfeld (1) 57 866 ha
4. Rod Habsbursko-Lotrinský (4) 57 832 ha (zabrán bez náhrady, např. Židlochovice)[14]
5. Kinští z Vchynic a Tetova (6) 51 391 ha
6. Lobkowiczové (5) 48 565 ha
7. Waldsteinové (3) 45 434 ha
8. Thun-Hohensteinové (4) + Thun-Waldsteinové (1) 41 529 ha
9. Fürstenbergové (2) 40 981 ha
10. Thurn-Taxisové (2) + Thurn Valsassina 37 316 ha

Největší držitelé pozemků na Moravě:
1. Lichtenštejnové (2) 135 706 ha
2. Anton Dreher, pivovarský průmyslník (1) 24 419 ha (velkostatky Hrotovice, Myslibořice, Dalešice se statky Slavěticemi a Valčí, statek Měcholupy u Žatce, statek Brumov)
3. Rod Habsbursko-Lotrinský (3) 19 180 ha
4. Salm-Reiferscheidt-Raitz (1) 13 092 ha
5. Haugwitz 12 970 ha
6. Deforestové (2) 12 705 ha
7. Bratři Thonetové 12 574 ha
8. Podstatští-Lichtensteinové (3) 12 452 ha
9. Collalto et San Salvatore (1) 10 900 ha
10. Seilern-Aspang 10 855 ha

Největší držitelé ve Slezsku:
1. Arcivévoda Bedřich 64 332 ha
2. Larisch-Mönich 11 684 ha
3. Liechtenstein 9 648 ha
4. Wilczek 6 151 ha
5. Lichnowski 4 342 ha
6. Stolberg-Stolberg 2 728 ha
7. Blücher 4 229 ha
8. Sulkovski 3 358 ha
9. Razumovski 2 505 ha
10. Arco 2 463 ha

Největší držitelé na Slovensku:
1. Pálfyové 105 000 ha
2. Coburgové	83 000 ha
3. Andrassyové 79 000 ha

## Republikánská strana zemědělského a malorolnického lidu
Už v dubnu roku 1919 přijala strana agrárníků z agitačních důvodů název Republikánská strana československého venkova, v roce 1922, kdy se sloučila se slovenskými agrárníky, Republikánská strana československého zemědělského a malorolnického lidu. Jako nejsilnější politická strana měla během pozemkové reformy na rozdělování půdy největší vliv, ovládala Státní pozemkový úřad i ministerstvo zemědělství, v letech 1922-38 se účastnila všech vládních koalicí, kdy ve vládě obsadila všechny funkce premiéra  (Švehla, Udržal, Malypetr, Hodža). Pozemkovou reformu provázely skandály, politická i hospodářská korupce.
Na začátku roku 1919 rozpoutala strana rozsáhlou dotazníkovou akci, která měla zajistit straně oficiální stanovisko k tomu, jak dalece je mezi lidem rozšířen hlad po půdě. Pravý smyslem rozeslaných dotazníků bylo v právě probíhající předvolební kampani vyvolání dojmu, že pozemková reforma bude do praxe uvedena právě přičiněním agrárníků. Podobným politickým nástrojem se stalo zakládání tzv. «Domovin domkařů a malorolníků».

### Domoviny domkářů a malorolníků
Na popud agrárníků začalo docházet k zakládání účelových sdružení, tzv. «Domovin domkařů a malorolníků», jejichž úkolem bylo zajistit organizaci uchazečů o půdu a stanovit, kdo a kolik žádá půdy, a následně členům zajistit přednostní příděl půdy, odbornou pomoc a vyřízení úvěru k zaplacení nově nabyté půdy.[1] Švehlovu vedení strany se na základě naslibovaného hmotného zisku (zájmu) podařilo získat široké malorolnické vrstvy a tím značně posílit členskou základnu, která jednak vytvářela tlak na přijetí pozemkové reformy a zároveň oslabovala pravicové křídlo strany. Tento masový manévr strany pomohl ovlivnit politiku agrární strany a nasměrovat ji doleva. Největší vlna zakládání domovin proběhla v letních měsících roku 1919 (v červenci 1919 dosáhlo počtu 75 místních organizací) v říjnu téhož roku se všechny domoviny sdružily do centrální zastřešující organizace Ústřední domovina domkářů a malorolníků fungující až do roku 1938.[2]

## Zbytkové statky
Na podkladě §25 zákona o přídělu ze dne 30. ledna 1920 byly jako první v pořadí ze záboru hospodářských objektů někdejších velkostatků vyčleňovány tzv. zbytkové statky. Zbytkový statek, vyvlastněný dvůr, měl mít tolik půdy, aby budovy a ostatní inventář pro výrobu nebyly ve větším měřítku hospodářsky znehodnoceny. Podle přídělového zákona se jejich nabyvateli měly stát odborní hospodářští jednotlivci, kteří byli zvláště způsobilými k vedení větších zemědělských podniků. V důsledku přidělování zbytkových statků mezi příznivce a potenciální voliče především nejsilnější československé politické strany agrární (Republikánská strana zemědělského a malorolnického lidu) došlo i k proměně národnostního složení v oblastech obývaných obyvatelstvem hlásícím se k německé národnosti. Německý velkostatkový majetek po provedením reformy ztratil 42% rozlohy a obyvatelstvo německé národnosti to pociťovalo jako trvalou křivdu.
Do dubna 1926 zřídil Státní pozemkový úřad takovýchto zbytkových statků 1.174 v celkové výměře 108.223 ha. Průměrná výměra jednoho zbytkového statku činila v Čechách 86 ha, na Slovensku 149 ha a na Podkarpatské Rusi 240 ha. Novým majitelům zabraného majetku bylo dovoleno se souhlasem Státního pozemkového úřadu odprodat 123 zbytkových statků ve výměře 10.118 ha. Drobným uchazečům o půdu (celkem 307.278) bylo do roku 1926 přiděleno 426.513 ha zemědělské půdy. Do konce dubna 1926 přidělil Státní pozemkový úřad z výše uvedeného počtu zbytkových statků: 31 státu (Československé státní lesy a statky), 27 obcím, 75 družstvům, 31 veřejným korporacím a humánním ústavům, 23 jiným soukromým korporacím soukromým. Ostatní zbytkové statky byly přiděleny jednotlivým osobám.
Počet nabyvatelů, kteří získali v průměru 104,7 ha půdy (z toho 93,2 ha zemědělské) se dostal na číslo 2 019. Celkem 222 593 ha veškeré půdy, z toho 189 273 ha zemědělské (= 22,3 % celkové rozlohy meziválečného zemědělského přídělu). Jen 31 statků bylo přiděleno do družstevního vlastnictví, ty však často zkrachovaly. Cena za hektar byla nižší než u stejné půdy přidělené drobným přídělcům. I požadavky při úvěrování byly nižší. Staly se předmětem korupce - mezi přídělci se objevili lidé napojení na agrární stranu (agrárníci Rudolf Beran, Ladislav Feierabend, Jan Malypetr, František Staněk, sociální demokraté Rudolf Bechyně, František Biňovec či šéf Živnobanky Jaroslav Preiss). 56 % všech zbytkových statků získali bývalí úředníci velkostatků náhradou za to, že rozparcelováním ztratili práci.

## Římskokatolická církev
Na začátku 20. století církev v českých zemích vlastnila odhadem 380.000 ha půdy (3 800 km²). Kompromis stanovil, že se reforma nebude aplikovat na církev jako na jednu jednotku, nýbrž na jednotlivé správní jednotky církve. 56.173 ha připadalo na jednotlivé fary a drobná obročí – v průměru jen 10,8 ha na jednotlivý subjekt - těch se reforma nedotkla vůbec. Pod zábor (nad 250/150 ha) spadalo 234.119 ha, ale do války přiděleno jen 36.975 ha. Církev do roku 1947 přišla do 10% svého pozemkového vlastnictví (v ČR) za který získala peněžní náhradu. V roce 1947 se církve dotkla "revize" a po únorovém převratu znárodňování.

## Odškodnění zaměstnanců velkostatků za První republiky
Odškodnění se týkalo 66.920 zaměstnanců a bylo prováděno ve formě přídělu půdy, peněžní náhrady, penze nebo zajištění náhradního zaměstnání. Úředníci obdrželi průměrně 31.480 Kčs (nebo 67,7 ha), deputátníci 5.173 Kčs (nebo 1,6 ha) a stálí dělníci 3.410 Kčs (nebo 1,2 ha).

## Revize pozemkové reformy

### Majetkové změny v ČSR v letech 1945–1948
Po 2. světové válce (1945–1948) se objevil zájem napravit výsledky reformy. V roce 1945 dekrety vydané tehdejším prezidentem republiky Edvardem Benešem konfiskovaly majetky Němců, Maďarů, zrádců a nepřátel a upravovaly osidlování pohraničí po vysídlení.
Zákon č. 142/1947 Sb. o revizi prvorepublikové pozemkové reformy byl Národním shromážděním schválen dne 11. července 1947. Podle § 1 tohoto zákona byl revizi podroben zejména pozemkový majetek, který byl z důvodu veřejného zájmu vyloučen ze záboru (propuštěn) nebo byl vlastníku přídělovým zákonem ponechán, nebo pozemkový majetek, který již sice byl zabrán, ale nebylo u něj dosud rozhodnuto o propuštění ze záboru či provedeno přídělové řízení, popřípadě se jednalo o pozemkový majetek ve formě tzv. zbytkových statků o výměře větší než 50 hektarů, kdy si vlastník zbytkového statku mohl půdu nespadající pod revizi do 50 hektarů vybrat. Prvním krokem ministerstva zemědělství byl soupis půdy, která podléhala revizi, vyznačení v pozemkových knihách a zřízení revizní komise ministerstva zemědělství, která byla provedením pověřena, a nakonec příděl pozemkového majetku získaného revizí.

### Revizní pozemková komise
Na 126. schůzi vlády Čs. republiky v úterý 13. ledna 1948, kterou řídil předseda vlády Klement Gottwald, byla na návrh ministra zemědělství J. Ďuriše a na podkladě zákona o revizi první pozemkové reformy jmenována revizní pozemková komise, jejímž úkolem bylo projednávat jednotlivé případy. Ve středu 14. ledna 1948 se konala její ustavující schůze, na které složilo 12 členů revizní komise slib a přijali příslušné dekrety. První revizní schůze se konala už v sobotu 17. ledna, další případy měly být vyřízeny nejpozději do 28. října 1948.
Dne 17. ledna 1948 zahájila revizní komise ministerstva zemědělství svou činnost a projednala prvních osm případů. Prvního zasedání se účastnili zástupci místních národních výborů a rolnických komisí z příslušných obcí, se komise usnesla na záboru půdy nad 50 ha pro účely drobného přídělu u těchto zbytkových statků: B. Cahy ve Vojetíně, okres Bystřice n. P. (171 ha, zábor 121 ha), F. a A. Peškovi, Strážovice, okr. Mirovice (144 ha, zábor 94 ha). J. Pospíšil v Albrechticích, obec Košice u Kutné Hory (121 ha, zábor 71 ha), V. a M. Tkaný, Dalešice, okres Hrotovice (137 ha, zábor 77 ha), manželé Urbanovi, Borek u Plzně (90 ha, zábor 40 ha), ing. K. Hnilica, zbytkový statek Obora v obci Ostrá, obec Benátky n. Jiz. (138 ha, zábor 88 ha), zbytkový statek dr. Říhy v Miroticích, okres Písek, ve výměře 64 ha byl zabrán celý, dále se revizní komise usnesla podle návrhu ministerstva zemědělství, aby pro účely revize byl zabrán pozemkový majetek velkostatku Hošťálková u Vsetína, jehož vlastníkem byl dr. Bublík, přesahující výměru 250 ha (celková výměra 733 ha).
Ve čtvrtek 22. ledna 1948 se konalo třetí zasedání revizní komise, kdy se rozhodovalo o 18 dalších zbytkových statcích (1.460 ha): zbytkový statek Vrhaveč, obec Klatovy (býv. maj. Roháč R. a B.), Chlumeček, obec Č. Krumlov (Bukovská M.), Čepřovice, obec Volyně (Lain F. a M.), Tisov, obec Blatná (Svobodová R.), Budičovice, o. Vodňany (Holeček J. a A.), Kysibl, o. Habry (Glušičková Ž.), Bukovany, o. Mirovice (Společnost Čs. Červ. kříže), Vesec, o. Tábor (Klain J. a F.), Miličeves I. o. Podbořany (Pochobradský J.), Sluhy, o. Brandýs n. L. (Chadraba), Závrší, o. Kostelec n. Orl. (Můllerová A.), Popovice, o. Benešov (Řezníček Jos.), Třebešice, o. Benešov (Šesták J. a M.), Ondešice, o. Slaný (Hustoles Jarosl.), Brloh, o. Louny (Ehrlich Jan), Všechlapy, o. Bílina (Menzlová M.), Myslov, o. Pelhřimov (Grošová M. - Kohlová R.), Nové Dvory o. Hrotovice (IngC. Jiří Horák), dále 9 velkostatcích (7.560 ha půdy): Litomyšl, o. Hořovice (Chmel Jaroši.), Horoměřice, o. Praha (Kanonie premonstrátů, Praha, Na Strahově), Hradištko, o. Jílové (Kanonie premonstrátů, Praha, Na Strahově), Velká Chýška - Smilovy Hory, o. Pacov, Milevsko, o. Milevsko (Kanonie premonstrátů, Praha, Na Strahově), Pátek, o. Louny (Kanonie premonstrátů, Praha, Na Strahově), Mikulovice, o. Znojmo (Kanonie premonstrátů, Praha, Na Strahově).

## Zákonné předpisy

### Meziválečné zákony a předpisy
- 9. listopadu 1918 – zákon o obstavení velkostatků, jehož smyslem bylo zabránit vyhnout se pozemkové reformě – rozprodejem příbuzným nebo jiným spřízněným osobám (znemožnění zcizení statku zapsaného v zemských deskách)[24]

- 16. dubna 1919 - zákon č. 215/1919 Sb. z. a n., o zabrání velkého majetku pozemkového (záborový zákon), který stanovil zábor pozemků buď nad 150 ha zemědělské půdy, nebo nad 250 ha celkové půdy.[1]

- 27. května 1919 – zákon 318/1919 o výkupu dlouhodobých pachtů.[25] Pachtýři pronajímající si půdu od 10. října 1901 měli právo na výkup půdy do 8 ha. V praxi se týkalo především šlechtického a církevního velkostatku (občanští velkostatkáři pachtovali/pronajímali půdu výjimečně). 30. října pak vydán zákon který automaticky prodloužil dlouhodobé pachty o jeden rok, aby se znemožnilo velkostatkářům, ukončit pacht a tím se vyhnout povinnosti prodat.

- 11. června 1919 založen Státní pozemkový úřad, činnost zahájil 19. října. Jeho prezident a dva náměstci jmenování prezidentem republiky. Volnost a výjimky učinily ze SPÚ úřad s obrovskými pravomocemi a který podléhal jen formální kontrole. Prvním prezidentem jmenován místopředseda agrární strany Karel Viškovský.[26]

- 30. ledna 1920 – vydání přídělového zákona (č. 81/1920 Sb. z. a n.), který rozděloval zabraný majetek zásadně do soukromého vlastnictví, výjimečně jinak. Stanovil výjimky ze záboru (zachování krajinotvorných celků, historických parků a zahrad a jiné), umožnil přidělit půdu do nájmu předpokládanému přídělci před samotným přidělením. Koncipoval tzv. zbytkové statky.

- 11. března 1920 – vydán úvěrový zákon. Stát ručil za úvěr poskytnutý přídělcům a stanovil nevypověditelnost takovéhoto úvěru.[27] Poskytnuto bylo přes 3 miliardy korun.

- 8. dubna 1920 - vydán zákon náhradový (č. 329/1920 Sb. z. a n.), který určil náhradu za zabranou půdu ve výši běžné v letech 1913–1915 při volném prodeji půdy nad 100 ha výměry.[28] Především díky válečné inflaci byla náhrada nad třetinou reálné ceny. Cena závisela na kvalitě půdy a pohybovala se mezi 2000,- až po 8600,- za hektar.

### Poválečné dekrety a zákony
- 19. května 1945 - dekret 5/1945 "o neplatnosti některých majetkově-právních jednání z doby nesvobody a národní správě".[29]

- 21. června 1945 - dekret 12/1945 - konfiskován bez náhrady zemědělský majetek Němců, Maďarů, zrádců a nepřátel a přidělován za úhradu.[30]

- 20. července 1945 - dekret 28/1945 o osídlení konfiskované půdy.[31] Osidlování pohraničí probíhalo až do roku 1952.

- 11. července 1947 - zákon o revisi první pozemkové reformy - došlo ke změnám reformy. Zbytkové statky okleštěny na maximální výměru 50 ha (i možnosti zabrání celých). Půda, na které byla pozemková reforma odložena generální dohodou, zestátněna. Předpokládal náhrady, které v mnoha případech nebyly vyplaceny vůbec, nebo jen z části.[32]

- 21. března 1948 - zákon o nové pozemkové reformě - zestátnění půdy pro zemědělskou výrobu nad 50 ha. Zákon také umožnil zestátnit téměř veškerou půdu (možnost ponechat jen 1 ha) majiteli, který na ni nepracuje ("spekulační půda") a majiteli jež je právnická osoba (s výjimkami jako je zemědělské družstvo).[33]